# Euprotomicrus bispinatus
Lo squalo pigmeo (Euprotomicrus bispinatus Quoy e Gaimard, 1824), unica specie del genere Euprotomicrus e seconda specie più piccola tra tutti gli squali dopo lo squalo lanterna nano, è un membro della famiglia dei Dalatiidi. La sua lunghezza è di circa 25 cm per le femmine e di 22 cm per i maschi.
È ovoviviparo e partorisce 8 squaletti per cucciolata.